# Te Taura Whiri i te Reo Māori
Te Taura Whiri i te Reo Māori (engelska: Māori Language Commission) är en nyzeeländsk kommission som arbetar med att stöda arbete för att återuppliva maori, grunda ett forskningscentrum för att stöda utvecklingen av nationell forskning om  maori, utbilda översättare och tolkar av maori, undersöka hur väl maori talas av befolkningen, se till att språket och dess kultur bevaras samt stöda evenemang, som Te Wiki o te Reo Māori och Ngā Tohu Reo Māori. Kommissionen grundades i samband med Māori Language Act 1987.